# Vene cardiace mici
Venele cardiace mici (sau vene tebesiene)   sunt vene minuscule, fără valvele, din pereții celor patru camere ale inimii. 

## Istoric
Venele sunt uneori denumite cu exactitate vase, dar sunt confundate frecvent  cu un grup distinct de conexiuni arteriale    denumite în mod eponim vasele Wearn.  În publicația sa din 1928, Wearn însuși se referea la conexiunile arterio-camerale (vasele lui Wearn) drept tebesiene.  Cu toate acestea, în publicațiile lui Wearn din 1933 și 1941 au fost descrise cu empatie aceste vene tebesiene ca fiind distincte, ca vase arterio-camerale. Astfel, există eforturi pentru a adăuga termenul de vasele lui Wearn și / sau arteriæ cardiacæ minimæ la bazele de date TA și FLA, dar colaborarea internațională pare necesară pentru îndeplinirea acestei sarcini. 

## Anatomie
Venele tebesiene sunt mai dense în peretele atriului drept și cel mai puțin dense în peretele  ventriculul stâng.  Ele drenează miocardul  și urmează un curs perpendicular pe suprafața endocardică, conectând direct camerele inimii la venele coronare de dimensiuni medii și mai mari.  Venele tebesiene au fost identificate cu succes urmărind calea fluxului de contrast - în timpul procedurilor de cateterizare - din subendocard, prin venele tebesiene, în vene mai mari și în sinusul coronarian.   Sinusul coronarian se varsă în atriul drept.
Rețeaua venoasă tebesiană este considerată un drenaj venos alternativ al miocardului. Venele tebesiene care se varsă în partea stângă a inimii, împreună cu sângele neoxigenat provenit din venele bronșice, care se varsă în venele pulmonare, contribuie la manevrarea fiziologică normală a sângelui. Ca o consecință a intrării acestor vase, sângele din inima stângă este mai puțin oxigenat decât sângele găsit în paturile capilare pulmonare, deși într-un grad foarte mic.
Deschiderile venelor cardiace mici sunt situate în endocard. Aici, venele cardiace mici readuc sângele în camerele inimii din patul capilar din peretele cardiac muscular, permițând o formă de circulație colaterală unică inimii. Nu fiecare deschidere endocardică se conectează la venele tebesiene, deoarece unele se conectează la vasele Wearn, care sunt artere. Prin urmare, deschiderea endocardică trebuie trasată către o venă înainte de a fi numită cu siguranță o deschidere a venelor cardiace mici.
Venele tebesiene poartă numele anatomistului german Adam Christian Thebesius, care le-a descris într-un tratat din 1708 numit Disputatio medica inauguralis de circulo sanguinis in corde.  